# Tungkal I (Pinoraya)
Tungkal I is een bestuurslaag in het regentschap Bengkulu Selatan van de provincie Bengkulu, Indonesië. Tungkal I telt 889 inwoners (volkstelling 2010).